# Oberneuland
Oberneuland, Bremen-Oberneuland (dolnoniem. Överneeland) — dzielnica miasta Brema w Niemczech, w okręgu administracyjnym Ost, w kraju związkowym Brema. 